# RASCOM-QAF 1
O RASCOM-QAF 1 foi um satélite de comunicação geoestacionário construído pela Thales Alenia Space que esteve localizado na posição orbital de 3 graus de longitude leste e foi operado pela RASCOM. O satélite foi baseado na plataforma Spacebus-4000B3 e sua expectativa de vida útil era de 15 anos. O mesmo foi desativado e movido para a órbita cemitério em outubro de 2010.

## Lançamento
O satélite foi lançado ao espaço em 21 de dezembro de 2007, por meio de um veículo Ariane-5GS a partir do Centro Espacial de Kourou, na Guiana Francesa, juntamente com o Horizons 2. Ele tinha uma massa de lançamento de 3.160 kg.

## Capacidade e cobertura
O RASCOM-QAF 1 era equipado com 12 transponders em banda Ku e 8 em banda C para fornecer serviços de áudio, telecomunicações de dados e acesso à Internet, bem como serviços de transmissão por satélite para todo o continente africano, parte da Europa e do Oriente Médio.

## Falha
Após o lançamento, o RASCOM-QAF 1 sofreu um vazamento de hélio em seu sistema de propulsão e ficou cerca de um mês na órbita de transferência. No final de janeiro de 2008, finalmente chegou à órbita geoestacionária, mas só tinha combustível para um tempo de vida útil de apenas dois anos.
O substituto do mesmo, o RASCOM-QAF 1R, foi ordenado em 2007. Após ser colocado em funcionamento o satélite de substituição, o RASCOM-QAF 1 foi movido, em outubro de 2010, para a órbita cemitério.